# 通口河
通口河，又名湔江，是中国长江流域的一条河流，流经四川省松潘县、平武县、北川羌族自治县和江油市，属涪江中游右岸支流。

## 概况
通口河全长145公里，流域面积4160平方公里，多年平均径流量达105立方米/秒。
通口河发源于平武县岷山三牙羌岭，源流向东南流至泗耳藏族乡后进入松潘县，以上河段称泗耳河，在松潘县白羊乡燕子坪右岸纳白羊河后，称白草河，向南偏东进入北川县，右岸纳干沟河后始称湔江，最后在江油市青莲镇从右岸汇入涪江。
通口河流域中下游位于鹿头山、龙门山暴雨区。